# Karasszon Dénes
Karasszon Dénes (Budapest, 1925. július 27. – Budapest, 2014. november 16.) magyar állatorvos, tudománytörténész, egyetemi tanár és az MTA doktora.

## Szakmai pályafutása
A Sárospataki Református Főgimnázium elvégzése után Budapesten az Állatorvostudományi Egyetemen folytatta tanulmányait, ahol 1949-ben állatorvos-doktorrá avatták. Ezután az Országos Ideg- és Elmegyógyászati Intézet agyszövettani laboratóriumában, a Pécsi Tudományegyetem Általános Orvostudományi Kara Ideg- és Elmeklinikájának neuropatológiai laboratóriumában, valamint a bécsi Collegium Hungaricum ösztöndíjasaként a Wiener Institut für Neurologie laboratóriumában folytatott tanulmányokat.
Hazatérését követően az Országos Közegészségügyi Intézet munkatársa lett, ahol megszervezte és vezette a neuropatológiai laboratóriumot. A Magyar Vakok és Gyengénlátók Országos Szövetsége Vakvezető Kutyaképző Iskolájában neuropszichológiai laboratóriumot szervezett és vezetett. Összehasonlító és kísérletes idegkórtani munkásságát ismerték el 1965-ben megvédett kandidátusi értekezésével. Az Állatorvostudományi Egyetemen az állatorvostörténet oktatása mellett végzett gyűjtőmunkájának eredményeként 1984-ben megnyílt az Állatorvos-történeti Gyűjtemény, mely ma az egyetemi Állatorvos-tudományi Könyvtár, Levéltár és Múzeum fontos egysége. Ugyanebben az évben jelent meg a Gallyas Csaba és Holló Ferenc által szerkesztett Állatorvosi értelmező szótár, melynek főmunkatársa volt.
A hazai orvostörténeti társasági élet aktív tagja volt. Az MTA Élettudomány-történeti Munkabizottságának elnöke, az Orvostörténeti Munkabizottság társelnöke. 1959-től tagja az 1958-ban alakult Orvostörténeti Szakcsoportnak, majd egyik alapítója az 1966-ban újraalakult Magyar Orvostörténelmi Társaságnak, amelynek 1974-től 1990-ig alelnöke, 1990-1995 között főtitkára, majd 1995-től 2000-ig elnöke volt. Aktivitását és eredményes tevékenységét a Társaság a Weszprémi István Emlékérem odaítélésével ismerte el. 2002-ben megválasztották a Magyar Orvostörténelmi Társaság tiszteletbeli elnökévé.
A Nemzetközi Orvostörténeti, a Nemzetközi Állatorvostörténeti és a Nemzetközi Egyetemtörténeti Társaság magyar nemzeti bizottsága, a Magyar Állatorvosok Világszervezete, valamint a Nemzetközi Neuropatológiai Társaság tagja. 2014-ben, az augusztus 20-i állami ünnepen a földművelésügyi miniszter Tolnay Sándor-díjat adott át részére a hosszú időn át végzett kiemelkedő színvonalú szakmai és kutatói munkája, valamint szakmai szervezetekben kifejtett tevékenysége elismeréseként.
Az orvostörténelem területén kifejtett munkásságának eredményei monográfiái, könyvfejezetei, magyar és külföldi szaklapokban megjelent tudományos közleményei, szakelőadásai és számos lexikon, periodika szerkesztőbizottsági tagja, szerzője, így a Magyar Tudóslexikon, a Híres magyar orvosok  könyvsorozat, a Magyar katolikus lexikon, az Évfordulóink a műszaki és természettudományokban, a Nemzeti évfordulóink, az Orvostörténeti Közlemények, az Orvosi Hetilap, a Magyar Állatorvosok Lapja, a Zempléni Múzsa és számos további kiadvány munkatársa.

## Családja
Felesége Csaplár Katalin, gyermekeik Dorottya (1954) és Diana (1955).

## Művei
- Hutÿra Ferenc (1975)
- A 200 éves magyar állatorvosi felsőoktatási intézmény története (1987)
- A Concise History of Veterinary Medicine (1988)
- Hungarian Masters of Immunology – Az immunológia magyar mesterei (társszerző, 1992)
- Marek József (2003)
- Billroth műtőjétől az Erzsébet Kórház igazgatói székéig : Dr. Janny Gyula, 1842-1916 : sebészi pálya Ferenc József korában. (társszerző,  2004)
- A magyar állatorvoslás kultúrtörténete I–II. ( 2005)
- Állatorvosok a történelem sodrában (társszerző, 2010)
- A daganatvírus-kutatás magyar mestere: Dr. Jármai Károly élete és munkássága (társszerkesztő, 2011)
- Az állatorvoslás története képekben – The History of the Veterinary Profession in Pictures. (2013)

Online
- A magyarországi történeti értékű állatorvostudományi irodalom bibliográfiája 1574–1944
- Az 1944 előtt munkálkodó állatorvos-történészeinkről